# Jakob Fabricius (Theologe)

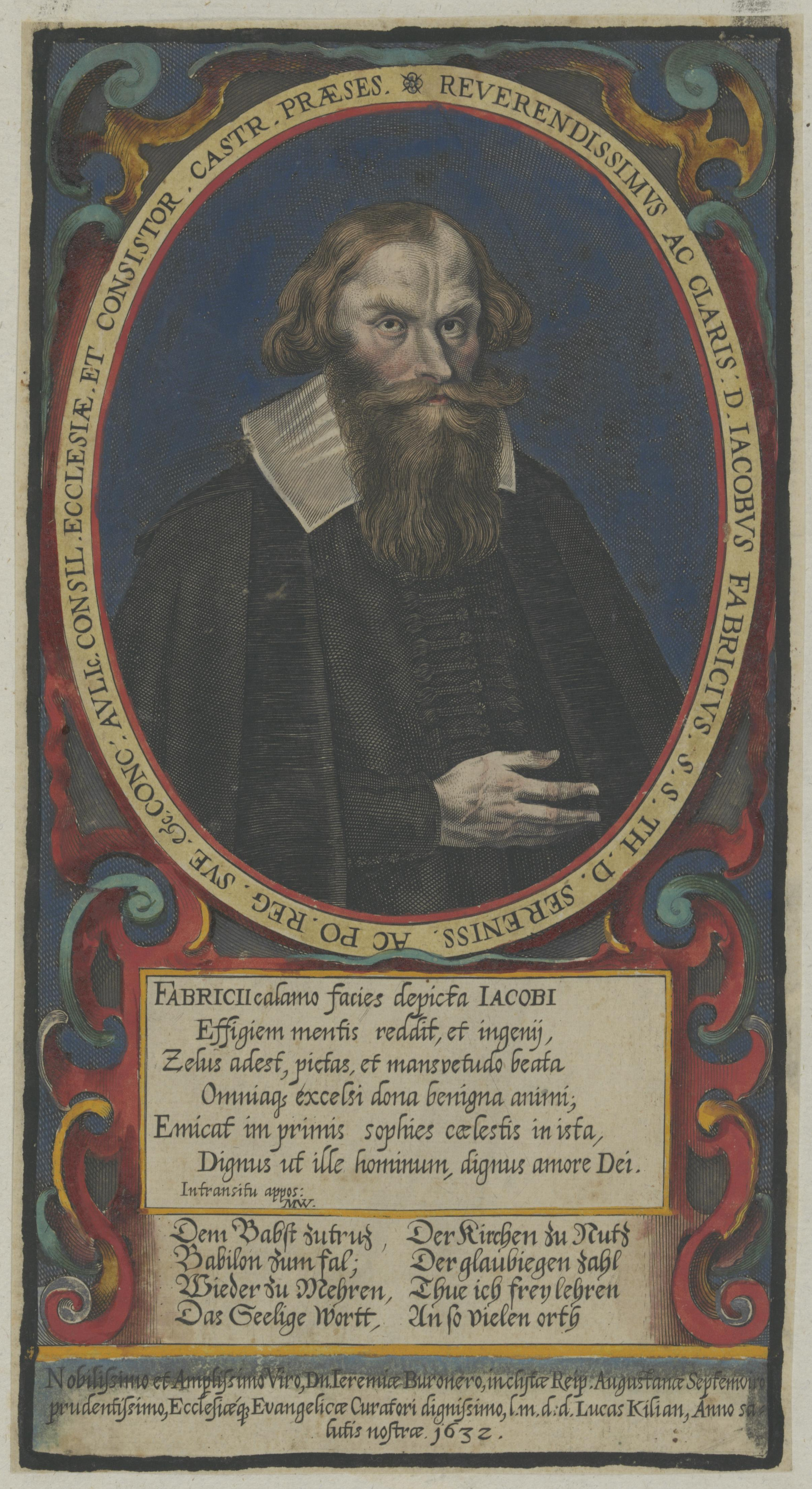
Jakob Fabricius

Jakob Fabricius (* 19. Juli 1593 in Köslin; † 11. August 1654 in Stettin) war ein lutherischer Theologe und Kirchenliederdichter, der als Hofprediger des Herzogs Bogislaw XIV. von Pommern, Feldprediger des schwedischen Königs Gustav II. Adolf, Generalsuperintendent von Hinterpommern und als Texter des Chorals Verzage nicht, du Häuflein klein (Evangelisches Gesangbuch Nr. 249) über seine pommersche Heimat hinaus große Bedeutung hatte.

## Leben
Jakob Fabricius war Sohn des Schuhmachers Joachim Schmidt (oder: Schmied, latinisiert: Fabricius) und dessen Ehefrau Elisabeth, geb. Witte. Er besuchte das Gymnasium in Köslin und das Pädagogium Stettin. In Rostock studierte er Philosophie und Theologie.
Im Jahr 1616 wurde er Lehrer an der Stadtschule Köslin. Drei Jahre später heiratete er die Tochter Esther (1600–1665) des Archidiakons Joachim Micraelius († 1619) und wurde nach dessen Tod sein Nachfolger als Diaconus in Köslin. Johann Micraelius war sein Schwager.
Im Jahre 1621 berief ihn Herzog Bogislaw XIV. von Pommern zu seinem Hofprediger in Rügenwalde und – nach der Verlegung der Residenz – an der Schlosskirche zu Stettin. Vier Jahre später wurde dem nicht nur beim Herzog angesehenen Prediger der Titel Licentiat der Theologie verliehen, und 1626 promovierte er an der Universität Greifswald zum Doktor der Theologie.
Als der schwedische König Gustav II. Adolf den Stettiner Hofprediger kennenlernte, ließ er ihn als Feldprediger und persönlicher Beichtvater mit sich ziehen. Fabricius kam auf diese Weise durch ganz Deutschland, und er nutzte die Gelegenheit zur evangelischen Predigt zu allen möglichen Gelegenheiten, besonders in Regionen, in die die reformatorische Theologie noch nicht gedrungen war. Im Jahre 1632 fand Gustav Adolf in der Schlacht bei Lützen den Tod. Beim Trauergottesdienst in der Schlosskirche zu Wolgast vor der Überführung des Königs nach Schweden hielt Fabricius die Leichenpredigt.
Gleich danach wurde Fabricius erneut vom Herzog zum Hofprediger in Stettin berufen. Zwei Jahre später ernannte er ihn zum Generalsuperintendenten von Hinterpommern.
Als 1637 Herzog Bogislaw XIV. starb und Pommern zu Schweden kam, wurde Fabricius von den schwedischen Behörden in seinem Amt anerkannt und bestätigt.
Im Jahr 1642 wurde Fabricius auch Pfarrer an der Marienkirche zu Stettin und damit Professor der Theologie am Pädagogium Stettin. Während einer Leichenpredigt erlitt er auf der Kanzel der Marienkirche einen Schlaganfall, an dessen Folgen er wenige Tage später starb.
Schon in früher Jugend wurden bei Johann Fabricius musikalische und dichterische Fähigkeiten deutlich. Neben seinen brillanten Kenntnissen der hebräischen Sprache kamen ihm diese Gaben bei seinen Predigten und auch seinen wissenschaftlichen Arbeiten zugute.
Das Lied Verzage nicht, du Häuflein klein entstand unter dem Eindruck der Schlacht bei Lützen. Am Morgen der entscheidenden Schlacht verteilte Fabricius zum Feldgottesdienst ein Liedblatt dieses Textes. Später nannte man dieses Lied auch den „Schwanengesang Gustav Adolfs“.
In den 1640er Jahren wechselte er mehrere Streitschriften mit dem Lübecker Theologen Jacob Stolterfoht über Visionen und Offenbarungen.

## Werke
- Crucigerorum Felix Conditio, Das ist: Der glückselige Wollstand Christlicher Creutzträger. Stettin 1648. (Digitalisat in der Digitalen Bibliothek Mecklenburg-Vorpommern)
- Disputatio Theologica De Resurrectione Mortuorum ... Stettin 1651. (Digitalisat in der Digitalen Bibliothek Mecklenburg-Vorpommern)
- Leichenpredigten für Gustav Adolf und Bogislaw XIV.
- Exegetische und homiletische Abhandlungen
- Streitschriften gegen den Lübecker Prediger Jacob Stolterfoht